# Mojkovac
Mojkovac (in montenegrino cirillico: Мојковац, latino Mojkovac) è una città del Montenegro, capoluogo del comune omonimo.

## Geografia fisica
La città si trova sulla riva del fiume Tara tra le montagne Bjelasica e Sinjajevina.

## Località
La popolazione complessiva del comune è di 10.066 abitanti e il 41% della popolazione è concentrato nel capoluogo (4.120 ab.), mentre nessun'altra località supera il migliaio di abitanti.
Il comune comprende 15 località:
- Bistrica
- Bjelojevići
- Bojna Njiva
- Brskovo
- Gojakovići
- Dobrilovina
- Žari
- Lepenac
- Mojkovac
- Podbišće
- Polja
- Prošćenje
- Stevanovac
- Uroševina
- Štitarica

## Storia
Mojkovac è vicino all'abitato minerario del Brskovo. Brskovo è una delle più vecchie miniere del paese. Durante il regno di Uroš I di Serbia, qui si trovava la zecca, da cui la città prende il nome.
Mojkovac è famosa per la battaglia di Mojkovac dove i montenegrini nel 1916 sconfissero il più potente esercito austro-ungarico.

## Monumenti e luoghi d'interesse
La città è famosa per essere una località turistica, soprattutto per la vicinanza con il fiume Tara, dove si pratica il rafting.
Il monastero di San Giorgio in Dobrilovina, il cui completamento è datato al 1592, è il più importante monumento storico e culturale della città.

## Società

### Evoluzione demografica
Gruppi etnici (dati del 1991):
- Montenegrini (92,50%)
- Serbi (5,17%)

Gruppi etnici (dati del 2003):
- Montenegrini (54,77%)
- Serbi (40,88%)

## Politica
Nel referendum sull'indipendenza del Montenegro del 2006, su un totale di 7.645 aventi diritto, ha votato il 90,56% dei votanti. Il 56,07% ha votato per mantenere l'unione con la Serbia, mentre il 43,93% ha votato per l'indipendenza del Montenegro.